# Alysicarpus vaginalis
Alysicarpus vaginalis är en ärtväxtart som först beskrevs av Carl von Linné, och fick sitt nu gällande namn av Dc. Alysicarpus vaginalis ingår i släktet Alysicarpus och familjen ärtväxter.

## Underarter
Arten delas in i följande underarter:
- A. v. nummularifolius
- A. v. stocksii
- A. v. vaginalis
- A. v. venosa

## Bildgalleri

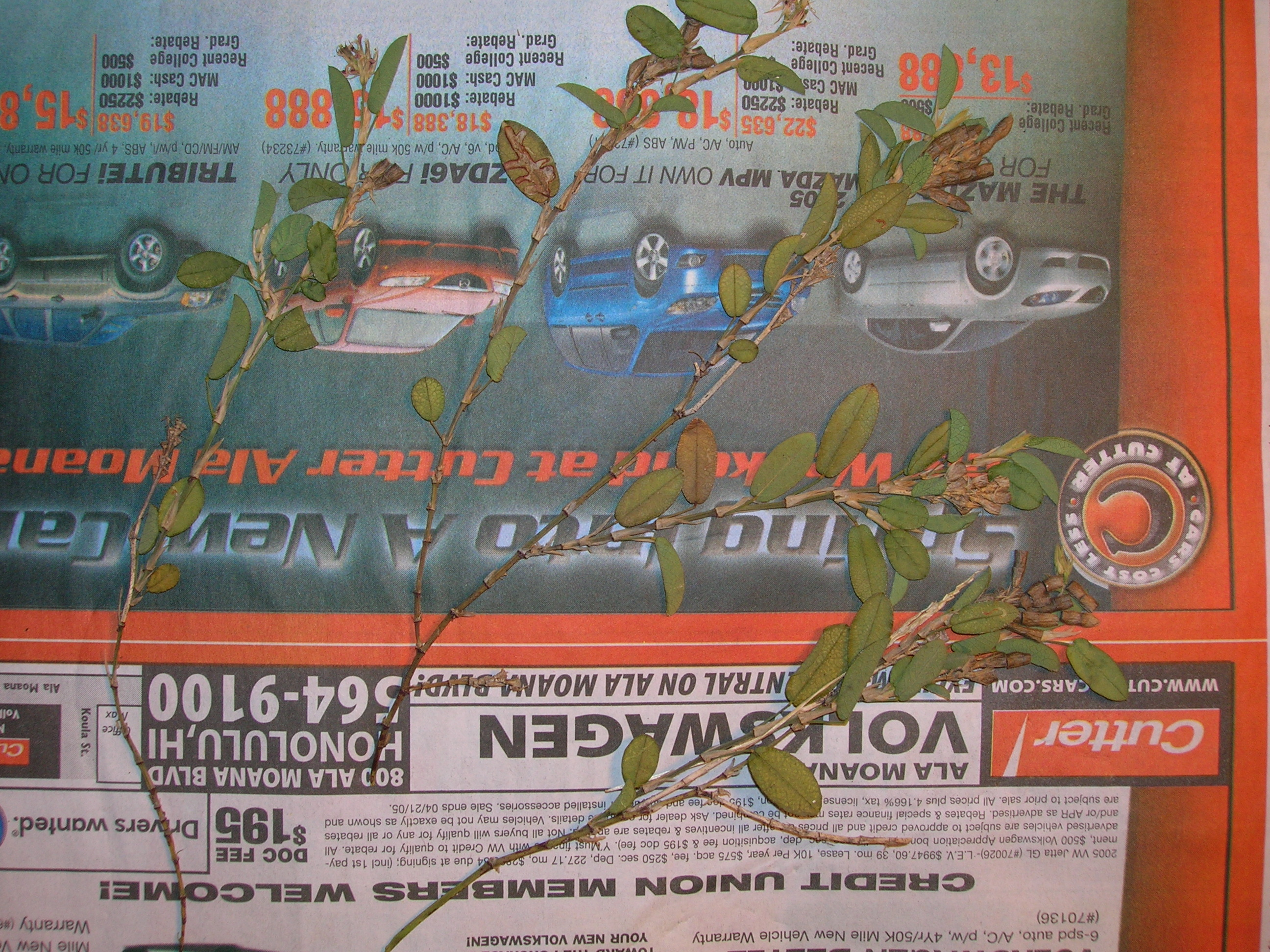
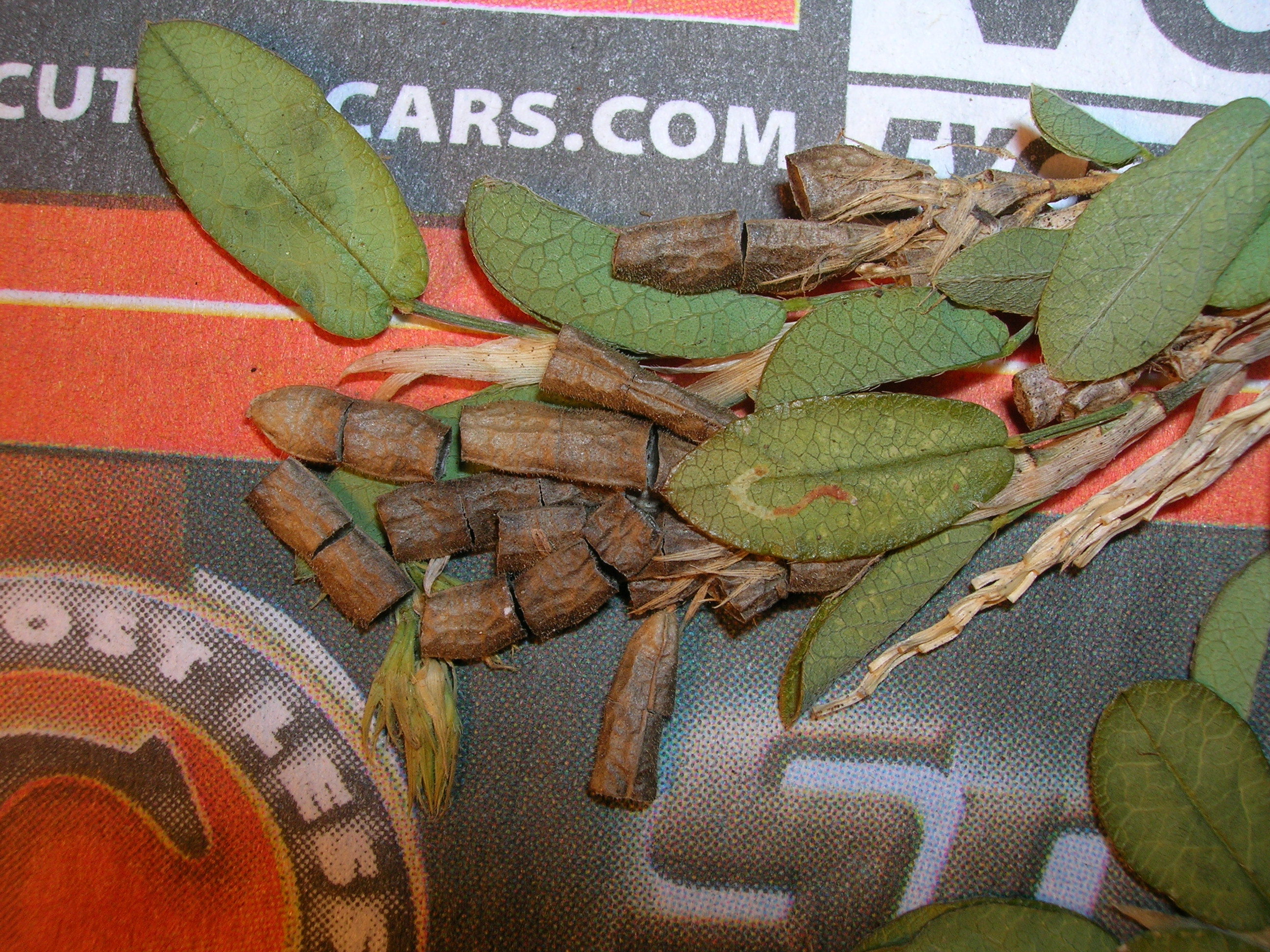
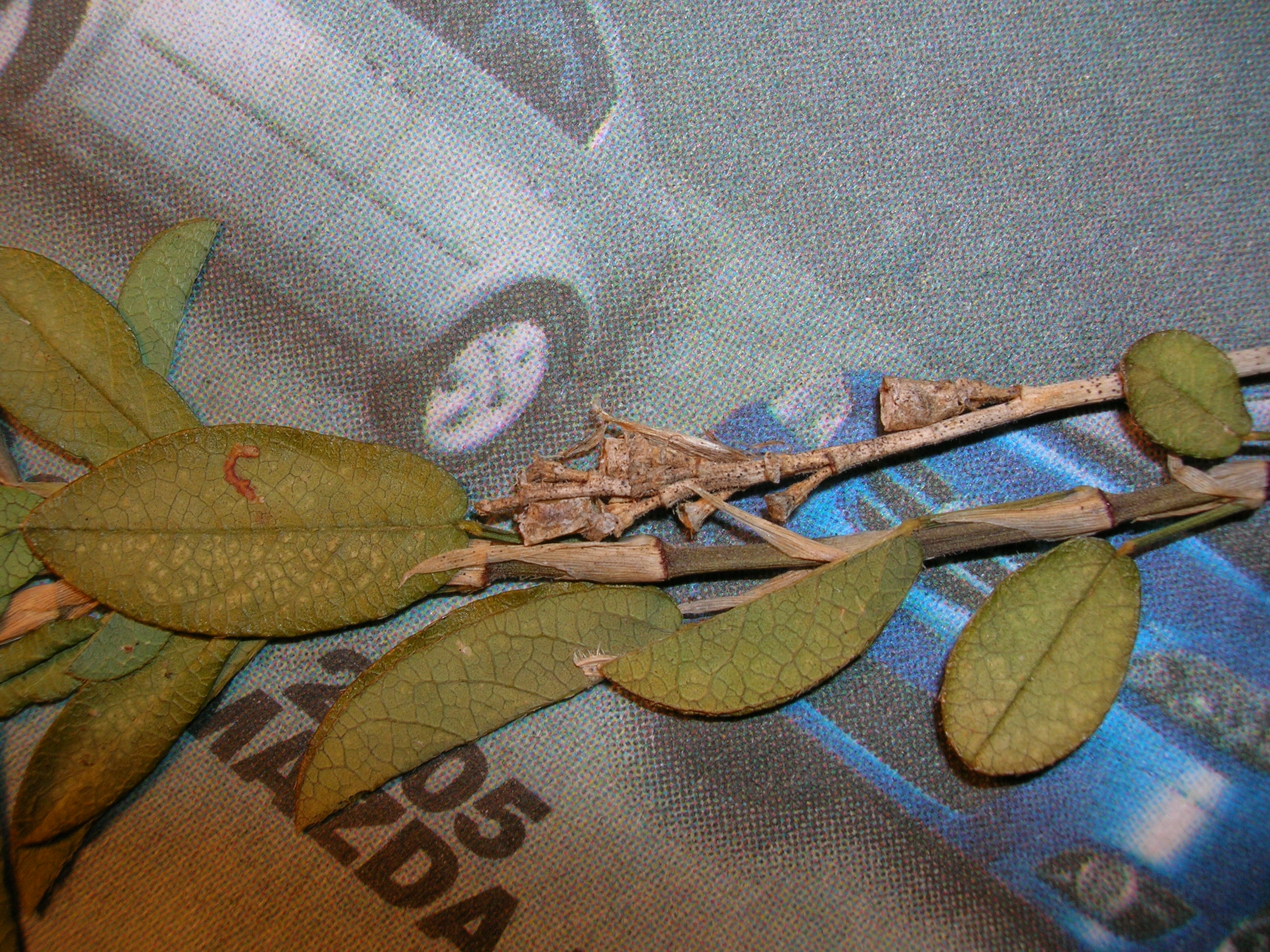